# Municipalità locale di Ramotshere Moiloa
Ramotshere Moiloa è una municipalità locale (in inglese Ramotshere Moiloa Local Municipality) appartenente alla municipalità distrettuale di Ngaka Modiri Molema della provincia del Nordovest in Sudafrica.
Il suo territorio si estende su una superficie di 7.192 km² ed è suddiviso in 17 circoscrizioni elettorali (wards).  Il suo codice di distretto è NW385.

## Geografia fisica

### Confini
La municipalità locale di Ramotshere Moiloa  confina a est con quelle di Thabazimbi (Waterberg/Limpopo), Moses Kotane e Kgetleng Rivier (Bojanala), a sud con quelle di Ditsobola e Mafikeng e a nord e oa ovest con il Botswana.

### Città e comuni
- Groot Marico
- Bahurutshe Ba Ga Gopane
- Bahurutshe Ba Ga Le-Ncoe
- Bahurutshe Ba Ga Moilwa
- Bahurutshe Ba Ga Mokgoswa
- Bahurutshe Ba Ga Mothogae
- Bahurutshe Ba Ga Suping
- Bahurutshe Bo Manyane
- Banabakae
- Ikageleng
- Leeufontein
- Madikwe
- Marico Nature Reserve
- Mixed TA
- Welbedacht
- Zeerust

### Fiumi
- Brakfonteinspruit
- Groot - Marico
- Klein - Marico
- Klipspruit
- Marico
- Ramatlabama
- Sandsloot
- Sterkstroom
- Wilgerboomspruit

### Dighe
- Gaborone Dam
- Klein-Maricopoort Dam
- Kromellenboog Dam
- Lehujwane Dam
- Marico-Bosveld Dam
- Ngotwana Dam
- Twyfelpoort Dam